# Sonata per viola (Ligeti)
La sonata per viola è stata composta da György Ligeti tra il 1991 e il 1994. Si tratta di una sonata in sei movimenti, nati in varie fasi (parallelamente Ligeti stava lavorando al concerto per violino e agli studi per pianoforte). Il compositore è stato ispirato a scrivere una sonata per viola dopo aver sentito Tabea Zimmermann suonare alla radio, quindi ha iniziato a scrivere varie parti. Il Loop è stato eseguito per la prima volta da Garth Knox (allora violista del Quartetto Arditti), mentre il Facsar è stato eseguito nel 1993 da Jürg Dahler. I due brani erano concepiti come parte di un lavoro più completo e sono divenuti il secondo e terzo movimento di una composizione più ampia, che si è sviluppata in sei tempi.
La sonata si allontana da quella per violoncello, composta quarant'anni prima ma che rappresenta come essa un importante punto di svolta, abbracciando maggiormente un modello che ricorda per alcuni aspetti la sonata barocca, con molti movimenti, la presenza del Lamento e la conclusione con una ciaccona, che ricalca l'uso frescobaldiano di avvicinare passacaglia e ciaccona. Il primo e il terzo movimento sono una sorta di variazioni su un ostinato, alternati con dei movimenti di moto perpetuo (il secondo e il quarto). Nel primo, quarto e quinto movimento si rinvengono elementi della musica tradizionale dell'Europa Orientale, mentre l'influenza di ritmi liberi e armonie proprie del jazz e della musica latina intervengono maggiormente nel secondo, terzo e sesto movimento. Altri elementi caratteristici sono gli armonici nel primo e quarto movimento e gli ostinati accordali nel secondo e sesto.

## Caratteristiche

### Hora lungă
Il primo movimento è indicato come Hora lungă, che significa "canto lento", ma in questo caso hora sarebbe da intendersi come "orazione" (in rumeno). In esso la scrittura idiomatica di Ligeti sfrutta la sonorità della quarta corda, sulla quale deve essere eseguito l'intero movimento, e l'uso di intervalli microtonali. Esempi precedenti di passi su un'unica corda sono l'Aria del concerto per violino (74 misure in quarta corda) e lo stesso Facsar della sonata per viola (che probabilmente ha influenzato il primo movimento, che Ligeti ha iniziato a scrivere nello stesso periodo); l'esecuzione di un intero movimento su una sola corda è però una brillante novità per il compositore. Per quanto riguarda i microtoni, Ligeti usa nella sonata tre diverse frecce rivolte in basso per indicare rispettivamente correzioni di -49, -31 e -14 cent. L'uso di intervalli microtonali è comune nella produzione di Ligeti, ma nella sonata per viola l'uso che ne fa non è arbitrario, bensì segue la scala naturale di fa. In questo modo la costruzione armonica, con correzioni di -49 cent sul si, -31 sul mi bemolle e -14 sul la, suggerisce all'orecchio la risonanza di una "quinta corda" immaginaria di fa, una quinta sotto il do (una ricerca per alcuni aspetti analoga a quella della musica spettrale).
Il movimento è costituito da una sorta di tema (mm. 1-2) con sei "ostinati di trasformazione" (mm. 2-5, 5-8, 9-14, 16-19, 19-32, 32-37) e una sorta di interludio (mm. 15-16) che impiega una figurazione arpeggiata di armonici che ascende in do. L'unica pausa del movimento dura un sedicesimo ed è alla fine dell'interludio, offrendo un punto di riferimento per la concettuale bisezione del movimento. Nella quinta trasformazione si ha un grande crescendo e un climax, con un'indicazione dinamica di ffff nella misura 29. L'ultima sezione è interamente costituita da armonici naturali, offrendo una seconda scala naturale in do contrapposta alla già citata scala naturale di fa.

### Loop
Il secondo movimento, Loop, impiega procedimenti diminutivi analoghi ai mottetti rinascimentali, che contrastano con l'aumentazione impiegata nel precedente. Si può rinvenire un influsso jazzistico nel movimento e vi è l'espressa indicazione di suonare "con swing", influenza forse della musica di Stéphane Grappelli. La difficoltà tecnica è notevole, i bicordi hanno sempre corde vuote e si affollano salti piuttosto impegnativi per la mano sinistra e giri d'arco complessi, che insieme alla crescente contrazione ritmica conducono ad un finale esplosivo.

### Facsar
Il Facsar riporta l'enfasi dal ritmo del secondo movimento alla ricerca melodica e armonica, con una costante trasformazione del materiale tematico alla ricerca di tutta la varietà musicale possibile. Vi è ancora un tema (mm. 1-10) seguito da ostinati di trasformazione, che ne conservano la lunghezza (in contrasto con le tecniche aumentative e diminutive dei movimenti precedenti). In questo senso la struttura è spezzata da una sezione di Più mosso (mm. 60-64) e da una coda di sei battute conclusive (mm. 90-96).
La struttura formale è molto regolare e schematica, ma Ligeti si serve della dinamica e dell'espressione per cercare di nascondere e limare le divisioni strutturali, evitando l'enfasi sull'inizio degli episodi. Nelle battute 40 e 41 ottiene questo legando a cavallo di battuta, a battuta 60 anticipa agogica e dinamica che sarebbero attesi alla battuta successiva, mentre tra la misura 70 e la 72 realizza un crescendo che offusca il senso di divisione. Le indicazioni di espressione e dinamica non sono frutto di considerazioni formali e strutturali, sono state infatti definite empiricamente da Ligeti dopo differenti tentativi pratici, chiedendo a Garth Knox di provare ripetutamente l'esecuzione con differenti indicazioni.

### Prestissimo con sordino
Nel quarto movimento Ligeti impiega combinazioni di accenti, articolazioni corte, corde vuote, corde doppie e armonici, che con l'elevata velocità richiesta creano una sonorità particolare. Nelle successive ricorrenze del materiale tematico il compositore effettua trasformazioni tramite addizione o sottrazione di note, trasformando note singole in accordi e viceversa e di conseguenza adeguando accentuazione e dinamiche.

### Lamento
Il quinto movimento è un Lamento, idée fixe caratteristica della produzione di Ligeti. Il compositore aveva già impiegato il motivo del lamento in Automne à Varsovie (dagli Études per pianoforte), nel concerto per violino, in quello per pianoforte e in varie altre composizioni cameristiche; è lo stesso compositore ad indicare la sua Musica ricercata come prima composizione nella quale se ne è servito.
Ligeti si ricollega al loure barocco, tipico della suite francese e solitamente in 6⁄4 (mentre nel Lamento l'alternanza di 5⁄8 e 7⁄8 suggerisce una suddivisione asimmetrica di un 12⁄8). Il motivo è costituito da tre frasi, la prima più breve delle due successive, e il movimento inizia con il tema (mm. 1-7) cui seguono quattro trasformazioni dello stesso (mm. 12-18, 25-33, 41-49, 53-62) intervallate da interludi e seguite da una coda conclusiva (mm. 63-64). Anche i quattro gruppi binari trasformazione/interludio richiamano la musica da camera barocca. Le trasformazioni conservano la struttura ternaria del tema ma non i valori. Rispetto al tema (do), i primi due ostinati partono da altezze differenti (fa diesis e la), mentre i successivi due sono formati da armonici.

### Chaconne chromatique
La Chaconne si ricollega alla controparte rinascimentale e barocca. Quest'ultimo movimento riprende e amplifica la struttura ternaria del soggetto nel precedente Lamento, con un tema (mm. 1-8) che viene trasformato ripetutamente nel procedere della musica, alterandone l'identità armonica e cromatica dalla seconda trasformazione in poi. In particolare nella quarta trasformazione c'è un ispessimento progressivo della consistenza musicale, grazie all'aggiunta di bicordi, tricordi e tetracordi, parallelamente all'intensificazione delle dinamiche, analogamente a quanto sentito nel Facsar. La struttura di fondo di otto battute alla base della talea si conserva comunque nelle ripetizioni, con alterazioni minime; le principali sono l'aggiunta di una battuta di tricordi in crescendo a battuta 57, ritardando di una misura l'inizio della settima trasformazione, l'estensione a 4⁄4 della battuta 73, e l'ottava trasformazione si riduce a sei battute, arrivando fino a misura 79. In quest'ultima sezione la musica si intensifica e il climax che ne deriva è seguito a battuta 80 da una sezione contrastante di Meno mosso, molto cantabile, riprendendo il più tranquillo clima iniziale.